# Recensement des États-Unis de 1840

Le recensement des États-Unis de 1840 est un recensement de la population lancé le 1er juin 1840 aux États-Unis, qui comptaient alors 17 069 453 habitants dont 2 487 355 esclaves.